# 佐藤至子
佐藤 至子（さとう ゆきこ、1972年2月29日 - ）は、日本の近世文学研究者、東京大学教授。

## 略歴
千葉県生まれ。
1994年お茶の水女子大学文教育学部国文学科卒業。
1997年東京大学大学院人文科学研究科修士課程修了。
2000年東京大学大学院人文社会系研究科博士課程修了。「合巻の研究」で博士（文学）。2001年、「趣向としての当世風景－文政期合巻の一面」などの一連の研究で日本古典文学会賞受賞。
2000年椙山女学園大学人間関係学部専任講師、
2003年助教授。2007年日本大学文理学部准教授、
2013年同教授。
2018年東京大学人文社会系研究科准教授、2023年同教授。
近世の合巻などが専門。

## 著書
- 『江戸の絵入小説 合巻の世界』ぺりかん社 2001
- 『山東京伝 滑稽洒落第一の作者』ミネルヴァ書房 ミネルヴァ日本評伝選　2009
- 『妖術使いの物語』国書刊行会 2009
- 『江戸の出版統制　弾圧に翻弄された戯作者たち』吉川弘文館・歴史文化ライブラリー、2017
- 『蔦屋重三郎の時代　狂歌・戯作・浮世絵の12人』角川ソフィア文庫、2024

### 校訂
- 柳下亭種員・二世柳亭種彦『白縫譚』国書刊行会、2006
- 『児雷也豪傑譚』全2巻　高田衛監修、服部仁共編　国書刊行会、2015